# 川路利恭

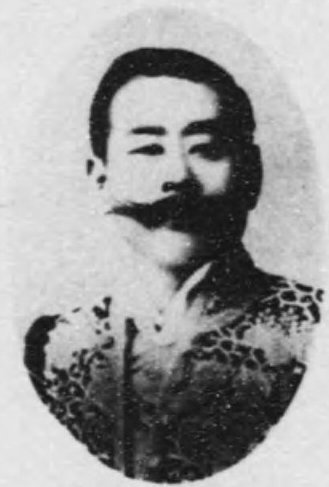
川路利恭

川路 利恭（かわじ としあつ / としやす、1856年5月31日（安政3年4月28日）- 1925年（大正14年）1月12日）は、日本の内務官僚。県知事。旧姓、五代。

## 経歴
薩摩藩士・五代喜左衛門の五男として生まれる。1879年、大警視・川路利良の死後に、その養子となる。同年、警視庁少警部に任官。1887年、警察事務研究のため、自費でフランス、ドイツに留学。以後、警視庁警視、滋賀県警部長、沖縄県書記官、警視庁警視総監官房第一課長、警視庁第二部長、同第一部長などを歴任。
1900年10月、岐阜県知事に就任。1906年7月、奈良県知事に転じ、地方改良運動に尽力し1907年7月まで在任。1908年7月、熊本県知事となる。1912年3月、福岡県知事に就任し、1913年6月まで務めて退官した。奈良県宇陀市大宇陀の春日神社の日露戦後記念碑には「川路利恭書之」と書かれている。1915年10月13日、錦鶏間祗候となる。墓所は青山霊園(1イ4-1～4)。

## 栄典・授章・授賞
位階
- 1884年（明治17年）2月9日 - 正八位[2]
- 1907年（明治40年）6月21日 - 従四位[3]

勲章等
- 1895年（明治28年）12月29日 - 勲六等瑞宝章[4]
- 1900年（明治33年）12月20日 - 勲五等瑞宝章[5]
- 1902年（明治35年）12月27日 - 勲四等瑞宝章[6]
- 1906年（明治39年）4月1日 - 勲三等旭日中綬章[7]